# Черето (Салерно)
Черето је насеље у Италији у округу Салерно, региону Кампанија.
Према процени из 2011. у насељу је живело 4 становника. Насеље се налази на надморској висини од 339 м.